# Bahnhof Yamato
Der Bahnhof Yamato (jap. 大和駅, Yamato-eki) ist ein Bahnhof auf der japanischen Insel Honshū, der gemeinsam von den Bahngesellschaften Odakyū Dentetsu und Sagami Tetsudō betrieben wird. Der bedeutende Verkehrsknotenpunkt befindet sich in der Präfektur Kanagawa auf dem Gebiet der Stadt Yamato.

## Verbindungen
Yamato ist ein Kreuzungsbahnhof, an dem sich zwei Linien auf unterschiedlichen Ebenen kreuzen. Die Odakyū Enoshima-Linie der Bahngesellschaft Odakyū Dentetsu trifft dabei auf die Sōtetsu-Hauptlinie der Sagami Tetsudō. Vom Verkehrsaufkommen her haben beide ungefähr die gleiche Bedeutung. Auf der Enoshima-Linie halten zuschlagspflichtige Romancecar-Schnellzüge, die Shinjuku im Zentrum Tokios mit Fujisawa oder Katase-Enoshima verbinden (sieben Zugpaare an Werktagen, zehn an Wochenenden und Feiertagen). Ebenso halten hier sämtliche Eilzüge der Zuggattungen Express und Rapid Express, die ab Shinjuku verkehren und zusammen einen angenäherten 20-Minuten-Takt bilden. An Werktagen ist Fujisawa die Endstation, an Wochenenden und Feiertagen fahren fast alle Eilzüge weiter bis nach Katase-Enoshima. Die Nahverkehrszüge fahren im Zehn-Minuten-Takt und sind überwiegend auf die Verbindung zwischen Sagami-Ōno und Katase-Enoshima beschränkt (die nördliche Endstation einzelner Züge ist Machida).
Sämtliche auf der Sōtetsu-Hauptlinie verkehrenden Züge halten in Yamato. Tagsüber fahren jede Stunde 10 bis 12 Züge, während der Hauptverkehrszeit 16 bis 17. Neben Nahverkehrszügen gibt es vier verschiedene Eilzüge (Commuter Express, Express, Limited Express, Rapid), die auf dem Weg zwischen Yokohama und Ebina unterschiedlich viele Zwischenbahnhöfe bedienen. Hinzu kommen zwei oder drei Limited Express je Stunde über die Sōtetsu Shin-Yokohama-Linie und die Hinkaku-Linie nach Shinjuku. Westlich des Odakyū-Bahnhofs, beidseits der verkehrsfreien Yamato Promenade, befinden sich mehrere Bushaltestellen. Sie werden von insgesamt einem Dutzend Linien der Gesellschaften Sōtetsu Bus und Kanagawa Chūō Kōtsū sowie des Stadtbusbetriebs Yamato bedient.

## Anlage
Der Turmbahnhof steht an der Grenze der Stadtteile Chūō im Westen, Yamatohigashi im Nordosten und Yamatominami im Südosten. Oberirdisch auf einem Viadukt verläuft die Odakyū Enoshima-Linie. Der von Norden nach Süden ausgerichtete Odakyū-Bahnhofteil umfasst vier Gleise an zwei vollständig überdachten Mittelbahnsteigen. Das Empfangsgebäude ist unter dem Viadukt angeordnet und enthält mehrere Läden. Es dient gleichzeitig als Verteilerebene und trennt die Yamato Promenade in zwei Hälften. Diese Fußgängerzone entstand zu Beginn der 1990er Jahre anstelle der früheren oberirdischen Trasse der Sōtetsu-Hauptlinie. Heute verlaufen deren Gleise unterirdisch. Der von Osten nach Westen ausgerichtete Tunnelbahnhof besitzt zwei Gleise an einem Mittelbahnsteig.
Im Fiskaljahr 2019 nutzten durchschnittlich 234.795 Fahrgäste täglich den Bahnhof. Davon entfielen 118.918 auf die Odakyū Dentetsu und 115.877 auf die Sagami Tetsudō.

## Bilder

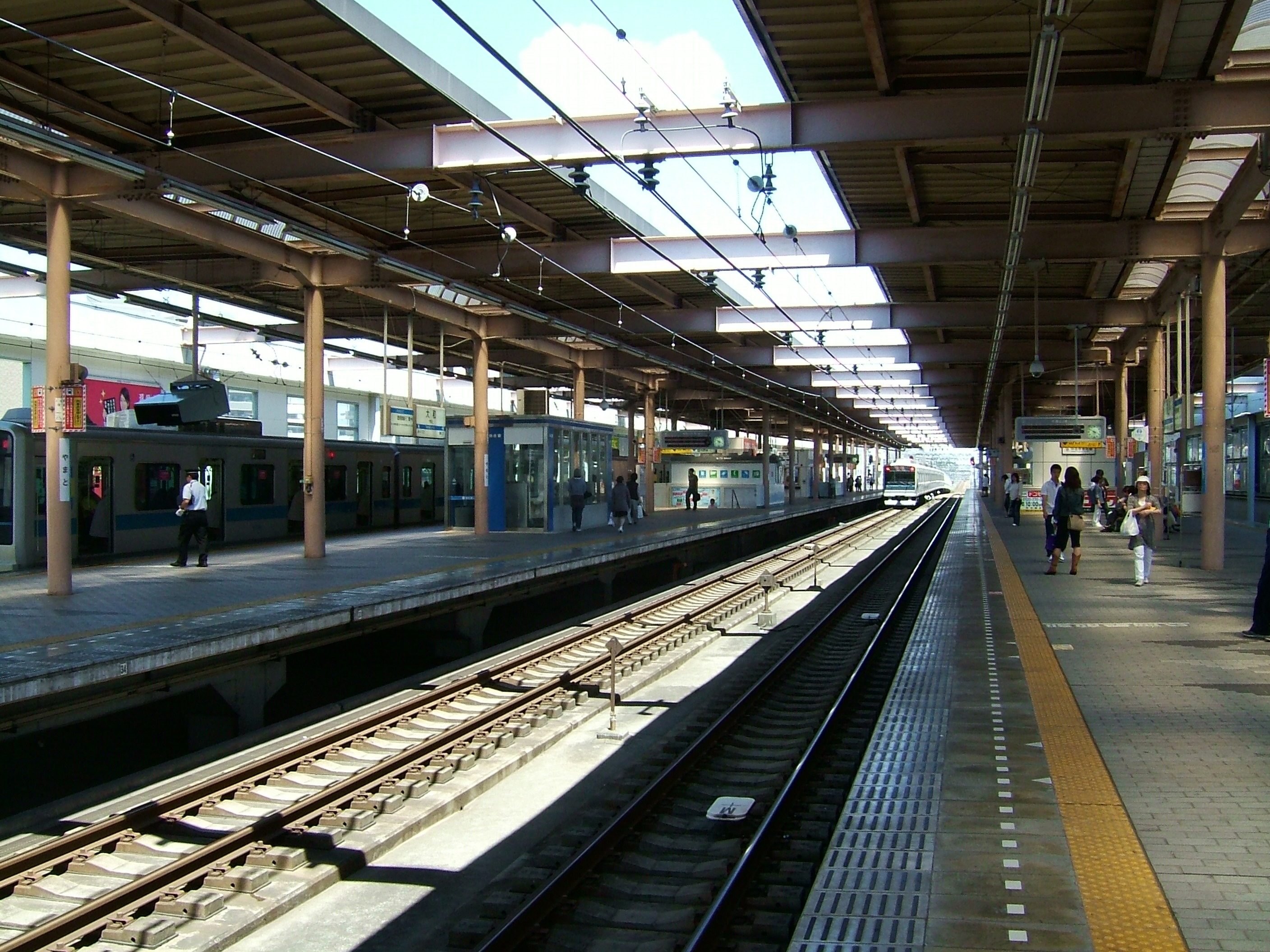
Bahnsteige der Enoshima-Linie
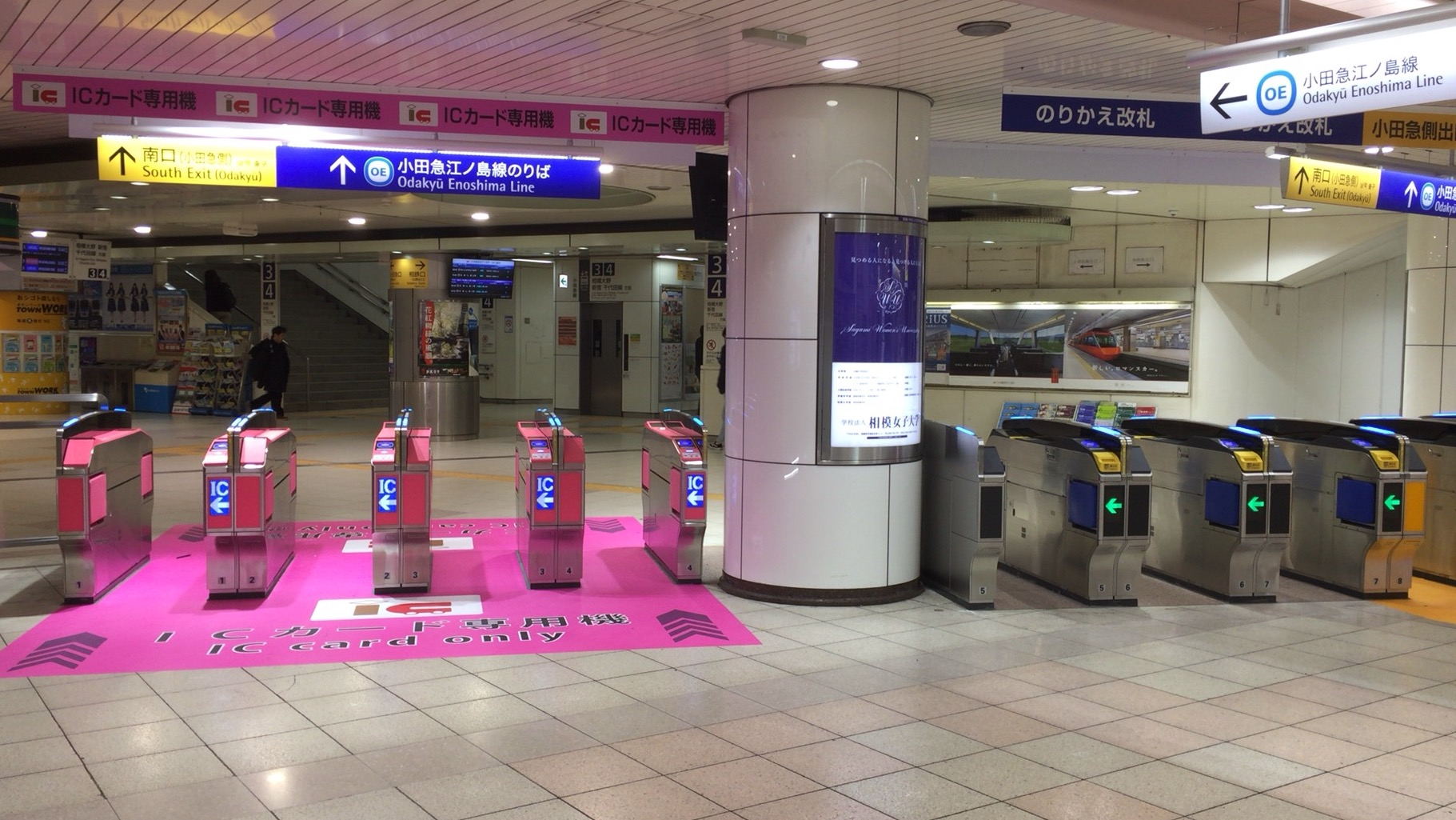
Bahnsteigsperren
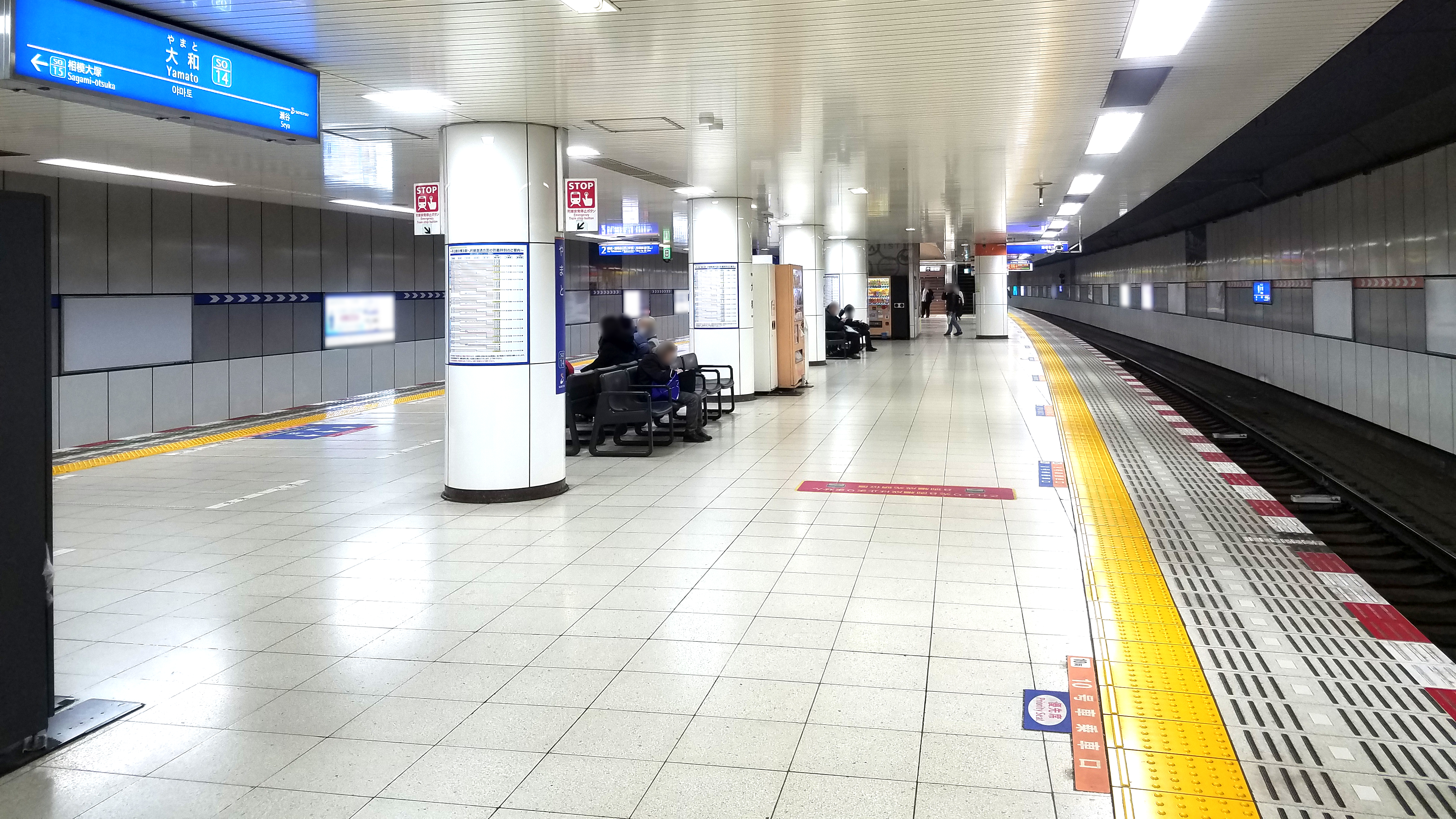
Bahnsteig der Sōtetsu-Hauptlinie
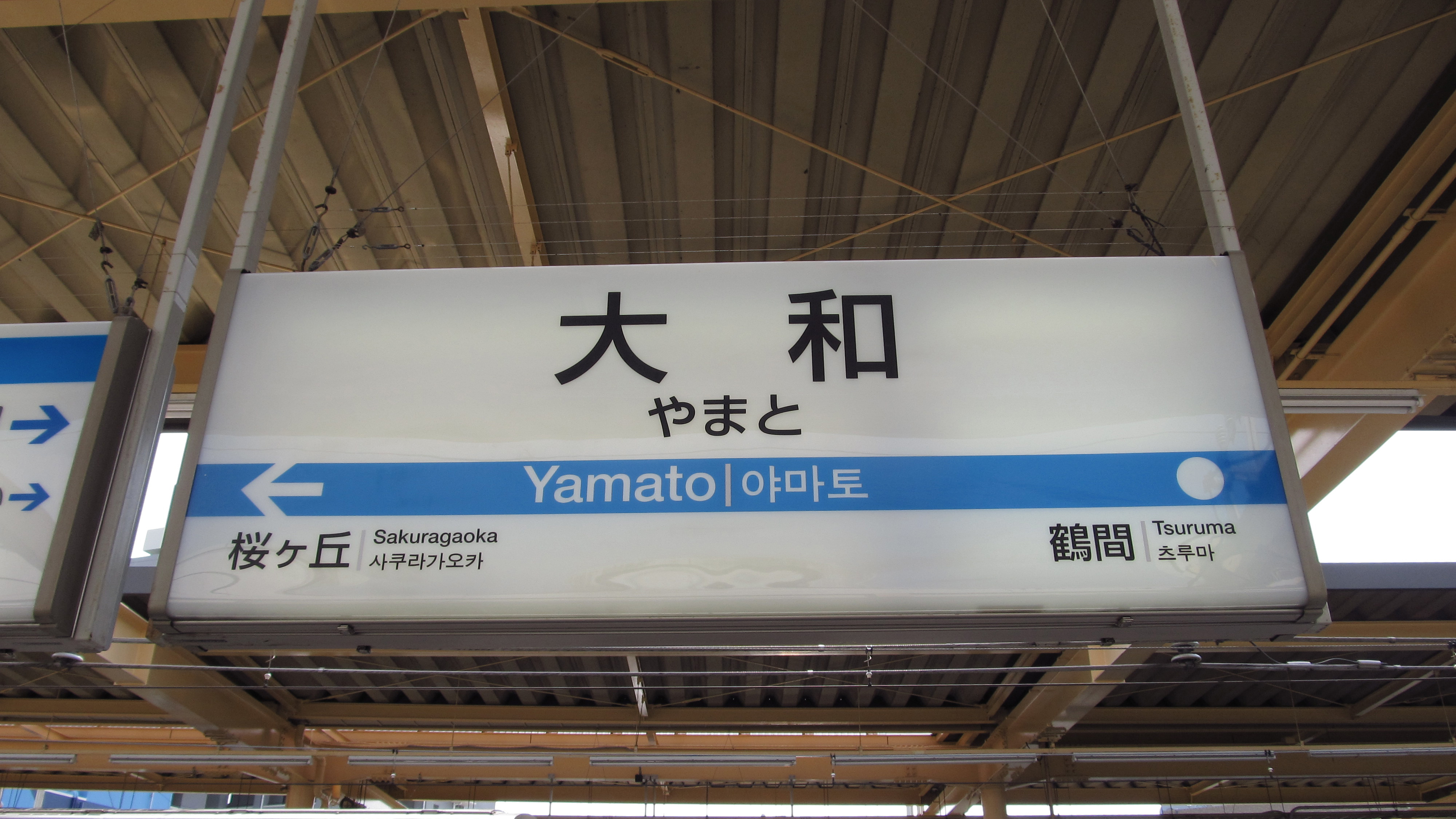
Bahnhofschild
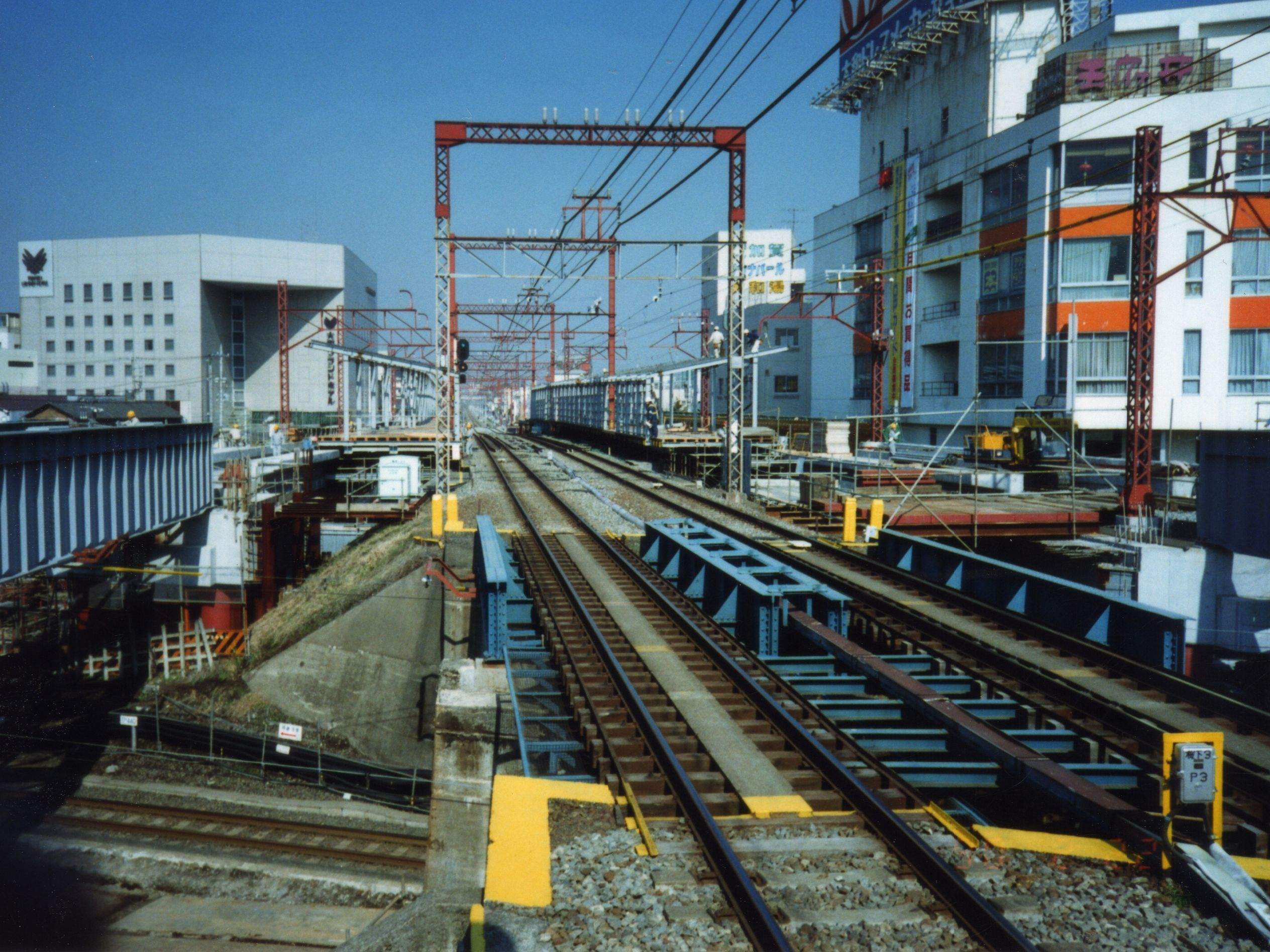
Im Bau befindlicher provisorischer Bahnsteig (1988)

## Gleise
Odakyū Dentetsu
| 1/2 | ▉ Odakyū Enoshima-Linie | Fujisawa • Katase-Enoshima                             |
| 3/4 | ▉ Odakyū Odawara-Linie  | Sagami-Ōno • Shin-Yurigaoka • Yoyogi-Uehara • Shinjuku |

Sagami Tetsudō
| 1 | ▉ Sōtetsu-Hauptlinie | Ebina                              |
| 2 | ▉ Sōtetsu-Hauptlinie | Futamatagawa • Yokohama • Shinjuku |

## Linien
| Verlauf der Odakyū Enoshima-Linie |
| --- |
| Sagami-Ōno • Higashi-Rinkan • Chūō-Rinkan • Minami-Rinkan • Tsuruma • Yamato • Sakuragaoka • Kōza-Shibuya • Chōgo • Shōnandai • Mutsuai-Nichidai-mae • Zengyō • Fujisawa-Hommachi • Fujisawa • Hon-Kugenuma • Kugenuma-Kaigan • Katase-Enoshima |

## Geschichte
Die Jinchū Tetsudō, eine Vorgängerin der Bahngesellschaft Sagami Tetsudō, eröffnete am 12. Mai 1926 den ersten Abschnitt der heutigen Sōtetsu-Hauptlinie zwischen Futamatagawa und Atsugi. Dazu gehörte auch der Bahnhof Yamato, der damals etwa 200 Meter östlich des heutigen Standorts lag. Die Odawara Kyūkō Tetsudō (heutige Odakyū Dentetsu) eröffnete am 1. April 1929 die Odakyū Enoshima-Linie; ihr Bahnhof trug zunächst den Namen Nishi-Yamato (西大和). Am 1. Juni 1944 verlegte die Sagami Tetsudō ihren Bahnhof näher an jenen der Odakyū Dentetsu, um bessere Umsteigebeziehungen zu schaffen; dieser wiederum erhielt am selben Tag ebenfalls den Namen Yamato.
Der Bahnhof an der Sōtetsu-Hauptlinie wurde am 22. Juni 1958 durch Brandstiftung vollständig zerstört und daraufhin durch einen Neubau ersetzt. Die Odakyū Dentetsu erneuerte ihren Bahnhof vollständig und nahm das neue Empfangsgebäude am 24. Dezember 1971 in Betrieb. Aufgrund der chronischen Überlastung der Straßen rund um den Bahnhof, verursacht durch zahlreiche höhengleiche Bahnübergänge, fiel im Jahr 1986 der Beschluss, die Sōtetsu-Hauptlinie im Zentrum Yamatos in den Untergrund zu verlegen. Während der sieben Jahre dauernden Bauarbeiten hielten die Züge an einem provisorischen Bahnhof am alten Standort. Die Eröffnung des Tunnelbahnhofs erfolgte am 1. August 1993. Währenddessen baute die Odakyū Dentetsu ihren Bahnhofteil von zwei auf vier Gleise aus; die entsprechenden Arbeiten waren am 1. November 1994 abgeschlossen.